# Токугава Нариаки
Токугава Нариаки (徳 川 斉 昭, 4 април 1800 – 29 септември 1860 г.) е виден японски даймио, който управлява провинция Мито (сега префектура Ибараки).
Нариаки е третият син на Токугава Харутоши, седмо поколение даймио на Мито. Нариаки е обучаван от Аизава Сейшисай и показал талант в науките.
През 1829 г., след смъртта на по-големия си брат Токугава Норинобу, Нариаки става владетел на Мито. По съвет на реформаторите Фуджита Току и учителя си Аизава започва мащабни реформи в собствените си владения в областта на бреговата охрана, образованието и икономиката.
В централното правителство Бакуфу се възприемат негативно тези реформи, страхувайки се от воененно и икономическо укрепване на Мито, и през 1844 г. японското правителство отстранява Нариаки и е предава контрола над Мито на сина му Токугава Йошиацу. През 1845 г., когато глава на правителството станал Абе Масахиро, Нариаки бил поканен на правителствените съвещанията, а след 1849 г. му позволили участие в управлението на Мито.
През 1853 г., по време на посещението на ескадрилата на САЩ под командването на Матю Пери, Нариаки е бил член на общото събранието на Япония, което ще решава подписването на споразумението между Япония и САЩ. Той настоява за продъжаване на курса на изолация, но мнението му не е подкрепено и договорът е подписан.
През 1957 г., след смъртта на Абе Масахиро, Нариаки прстава да бъде канен на правителствените съвещанията. През 1858 г. за глава на правителството е избран Ии Наосуке, който без разрешението на императора подписва японско-американско споразумение за търговия и помага за назначаването на 14-ия шогун Токугава Йемочи вместо Токугава Йошинобу, който бил син Нариаки. Това води до критика от Нариаки и неговите поддръжници. Когато той и синовете му Йошинобу и Йошикацу внезапно се появили в Eдо и започнали да критикуват главата на правителството Ии, те са били арестувани. На следващата година, по време на репресиите Ансей, Нариаки бил заточен в Мито под домашен арест до края на живота му.
Токугава Нариаки умира от сърдечен удар на 29 септември 1860 г. на 60-годишна възраст.
Нариаки разшиирява значително училището „Митогаку“, създадено от Токугава Мицукуни. През 1841 г. Наарики построява градината Кайраку-ен, чиято слава продължава и до днес.
Три от водещите фигури от 60-те години 19 век са синове на Нарияки: Хитошубаши Йошинбоу, който става 15-и и последен шогун като Токугава Йошинбоу през 1866 г.; Токугава Йошиацу от Мито; и Икеда Йошинори от Инаба (Тотори).

## Произведения
- Кодокан ки (弘道 館 記Kōdōkan ki) (1937)
- Meikun ipanso (明君 一斑 抄Meikun ippanshō) (1910-1911)